# Stenogyne angustifolia
Stenogyne angustifolia är en kransblommig växtart som beskrevs av Asa Gray. Stenogyne angustifolia ingår i släktet Stenogyne och familjen kransblommiga växter. Inga underarter finns listade i Catalogue of Life.